# Johan Rosenquist
Johan Rosenquist, född 2 januari 1731 på Danskebo i Malexanders socken, Östergötlands län, död 9 november 1800 i Skänninge, var en svensk jägmästare. Han var överjägmästare i Östergötland och Vadstena län.  
Rosenquist bevistade Pommerska kriget 1757–1761.

## Familj
Johan Rosenquist gifte sig 15 augusti 1762 i Ekeby socken med Anna Johanna Roxendorff (1739–1804), dotter till löjtnanten Per Roxendorff och Gustava Johanna Rotkirch. Makarna Rosenquist fick tre döttrar.